# Narcissus boutignyanus
Narcissus boutignyanus är en amaryllisväxtart som beskrevs av Xavier Philippe. Narcissus boutignyanus ingår i släktet narcisser, och familjen amaryllisväxter. Inga underarter finns listade i Catalogue of Life.